# ۱۲ (میلادی)
۱۲ (میلادی) دوازدهمین سال تقویم میلادی است.

## رویدادها
سلسه از جنگ ها بین ژاپن و کره که به پیروزی کره انجامید
بر اساس مکان
امپراتوری روم
- آنیوس روفوس به عنوان بخشدار یهودیه منصوب شد.[۱]
- آگوستوس دستور حمله بزرگی به آلمان در آن سوی راین را می‌دهد.[۲]
- کوئیرینیوس از یهودیه بازگشت تا مشاور تیبریوس شود.
- دودمان آرتاشسی ارمنستان توسط رومی‌ها سرنگون شد.[۳]

بر اساس موضوع
هنر و علوم
اووید به دلیل کمبود منابع (دور بودن از کتابخانه‌های رم) نوشتن فاستی را متوقف می‌کند. او 6 کتاب را که جزئیات جشن‌های موجود در تقویم رومی را شرح می‌دهند، تکمیل می‌کند.

## زادگان
- ۳۱ اوت – کالیگولا، امپراتور در روم باستان

## درگذشتگان
رومتالکس اول - پادشاه پادشاهی اودریسیایی تراکیه از ۱۲ پیش از میلاد تا ۱۲ میلادی